# Карпінець Андрій Михайлович
Андрій Михайлович Карпінець (нар. 2 травня 1975, Кривий Ріг, Дніпропетровська область, УРСР, СРСР) — український хоровий диригент, старший викладач кафедри хорового диригування КНУКіМ, головний хормейстер Хору Академічного ансамблю пісні й танцю Національної гвардії України, хормейстер студентського академічного хору «ANIMA» (з 2005), художній керівник Чоловічої хорової капело України імені Л. М. Ревуцького (листопада 2015-січень 2018).

## Життєпис
Андрій Карпінець народився 2 травня 1975 році в місті Кривий Ріг, Дніпропетровської області. 
Закінчив теоретичний та диригентсько-хоровий відділ Дрогобицького музичного училища. 
Андрій Карпінець з 1998 року є засновником, художнім керівником та диригентом Київського камерного хору «Пектораль» Київського міського будинку вчителя.
У 2001 році закінчив Національну музичну академію України імені Петра Чайковського по класу диригування (професор Віталій Лисенка).
З 2001 року працює на кафедрі хорового диригування КНУКіМ. У КНУКіМ викладає фахові дисципліни: диригування, аналіз музичних творів, практикум (диригентський).
Працював з 2010 року головним диригентом Чоловічої хорової капело України імені Л. М. Ревуцького, з листопада 2015 по січень 2018 року був художнім керівником хорової капели.

## Нагороди, відзнаки та премії
Андрій Карпінець є лавреат III Міжнародного хорового конкурсу (Молдова, 2003, ІІ премія), XXVIII Травневого міжнародного хорового конкурсу ім. проф. Г. Димитрова (Болгарія, 2005, III премія), VII Всеукраїнського конкурсу хорової музики ім. Д. Січинського (Івано-Франківськ, 2009, III премія). Дипломант хорових фестивалів ім. К. Стеценка (Київ, 1998), та «Мерцишор» (Молдова, 2002), X та XI Московського Пасхального фестивалю, Фестивалю духовної музики м. Олбія (Італія). 
Нагороджений дипломом учасника проекту «Обличчя України. Імена. Портрети. Долі», грамотами і відзнаками Київської міської ради, Національної музичної академії. 
Член журі регіонального хорового конкурсу імені Є Козака у місті Дрогобич, регіонального конкурсу серед працівників освіти «Таланти твої Україно». 